# Prečna
Prečna je naselje u slovenskoj Općini Novom Mestu. Prečna se nalazi u pokrajini Dolenjskoj i statističkoj regiji Jugoistočnoj Sloveniji. 

## Stanovništvo
Prema popisu stanovništva iz 2002. godine naselje je imalo 415 stanovnika.